# Бейкер (тауншип, Миннесота)
Бейкер (англ. Baker) — тауншип в округе Стивенс, Миннесота, США. На 2000 год его население составило 265 человек.

## География
По данным Бюро переписи населения США площадь тауншипа составляет 92,2 км², из которых 91,7 км² занимает суша, а 0,4 км² — вода (0,45 %).

## Демография
По данным переписи населения 2000 года здесь находились 265 человек, 61 домохозяйство и 43 семьи.  Плотность населения —  2,9 чел./км².  На территории тауншипа расположено 68 построек со средней плотностью 0,7 построек на один квадратный километр. Расовый состав населения: 99,62 % белых и 0,38 % азиатов.
Из 61 домохозяйства в 29,5 % воспитывались дети до 18 лет, в 67,2 % проживали супружеские пары, в 1,6 % проживали незамужние женщины и в 29,5 % домохозяйств проживали несемейные люди. 26,2 % домохозяйств состояли из одного человека, при том 18,0 % из — одиноких пожилых людей старше 65 лет. Средний размер домохозяйства — 2,62, а семьи — 3,26 человека.
17,0 % населения — младше 18 лет, 4,9 % — в возрасте от 18 до 24 лет, 13,6 % — от 25 до 44, 14,3 % — от 45 до 64, и 50,2 % — старше 65 лет. Средний возраст — 66 лет. На каждые 100 женщин приходилось 68,8 мужчин.  На каждые 100 женщин старше 18 приходилось 66,7 мужчин.
Средний годовой доход домохозяйства составлял 23 125 долларов, а средний годовой доход семьи —  31 875 долларов. Средний доход мужчин —  35 833  доллара, в то время как у женщин — 26 250. Доход на душу населения составил 14 426 долларов. За чертой бедности находились 24,2 % семей и 24,8 % всего населения тауншипа, из которых 12,9 % младше 18 и 30,6 % старше 65 лет.